# Aichen (Gerhardshofen)
Aichen ist eine Wüstung auf dem Gemeindegebiet von Gerhardshofen im Landkreis Neustadt an der Aisch-Bad Windsheim (Mittelfranken, Bayern). Aichen lag in der Gemarkung Göttelhöf.

## Geografie
Unmittelbar südlich der ehemaligen Einöde floss der Altenbuchbach, ein rechter Zufluss der Aisch. Südlich des Ortes lag das Waldgebiet Aigen und im Osten das Plattenfeld.

## Geschichte
Gegen Ende des 18. Jahrhunderts bestand Aichen aus einem Anwesen. Das Hochgericht übte das brandenburg-bayreuthische Kasten- und Jurisdiktionsamt Dachsbach aus. Zugleich war das Kasten- und Jurisdiktionsamt Dachsbach Grundherr des Schafhofes.
Von 1797 bis 1810 unterstand der Ort dem Justizamt Dachsbach und Kammeramt Neustadt. Im Rahmen des Gemeindeedikts wurde Aichen dem 1811 gebildeten Steuerdistrikt Diespeck und der 1813 gebildeten Ruralgemeinde Dettendorf zugeordnet. Mit dem Zweiten Gemeindeedikt (1818) wurde es der neu gebildeten Ruralgemeinde Göttelhöf zugewiesen. 1877 wurde das Anwesen abgerissen.

## Einwohnerentwicklung
| Jahr      | 001818 | 001836 | 001840 | 001861 | 001871 |
| Einwohner | 3      | 5      | *      | 4      | 3      |
| Häuser    | 1      | 1      | 1      |        |        |
| Quelle    | [ 6 ]  | [ 7 ]  | [ 8 ]  | [ 9 ]  | [ 10 ] |

## Religion
Der Ort war evangelisch-lutherisch geprägt und nach St. Peter und Paul gepfarrt.